# Ignacy Solarz

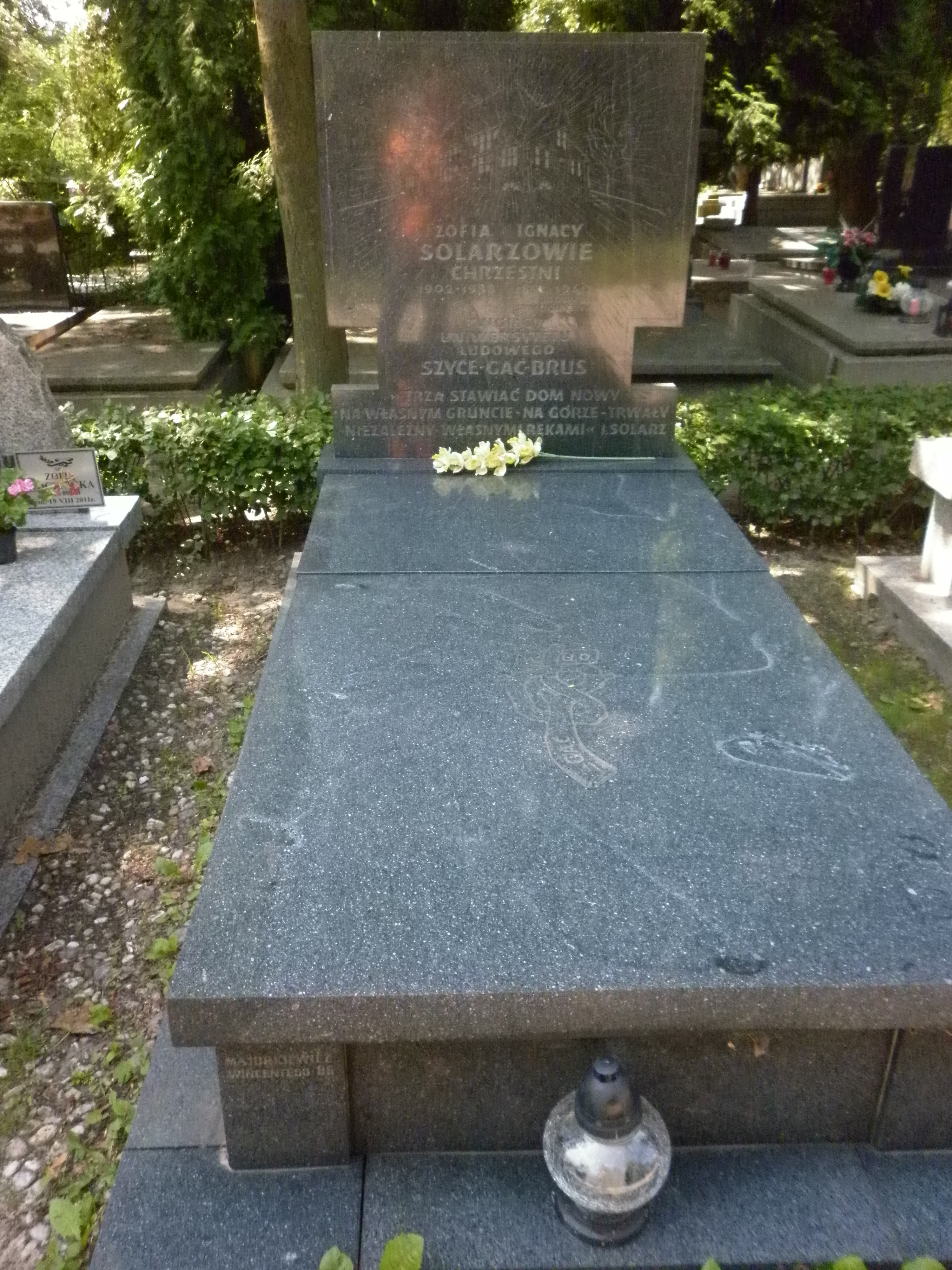
Grób Ignacego i Zofii Solarz na Cmentarzu Wojskowym na Powązkach

Ignacy Solarz, ps. Chrzestny (ur. 28 grudnia 1891 w Ołpinach, zm. prawdopodobnie 15 stycznia 1940 w Palmirach) – polski pedagog, działacz ruchu ludowego i spółdzielczego, założyciel Związku Młodzieży Wiejskiej RP i uniwersytetów ludowych.

## Życiorys
Urodził się w wielodzietnej rodzinie Wojciecha i Katarzyny Solarzów. Miał sześciu braci i trzy siostry. Uczęszczał do szkoły powszechnej w Ołpinach, a potem kontynuował naukę w szkole w Szerzynach. Naukę w 5 klasowej szkole ukończył w Bieczu. W 1912 r. ukończył C.K. Gimnazjum w Jaśle. W 1913 w Krakowie jako podchorąży odbył jednoroczną obowiązkową czynną służbę wojskową w 20. Pułku Piechoty armii austriackiej. Do jesieni 1914 r. organizował razem z ojcem strzelecką Drużynę Bartoszową w Ołpinach. Podczas I wojny światowej, w 1915 został ranny w trakcie walk pod Gorlicami w Karpatach i wskutek trwałego inwalidztwa w 1916 zwolniony z wojska. W latach 1916–1921 studiował na Uniwersytecie Jagiellońskim, który ukończył z dyplomem inżyniera rolnika. Instruktor rolny w kółkach rolniczych i Małopolskim Towarzystwie Rolniczym, nauczyciel w Szkole Rolniczej w Sąsiadowicach. W 1924 z jego inicjatywy powstał uniwersytet ludowy w Szycach (Wiejski Uniwersytet Ludowy, od 1930 Wiejski Uniwersytet Orkanowy), którego dyrektorem był do likwidacji przez władze w 1931 r. Jego najbliższą współpracownicą była żona, Zofia. Następnie zainicjował powstanie Spółdzielni Rolniczej dla Prowadzenia Uniwersytetów Wiejskich.
Od 1921 w PSL „Piast”. Od 1924 członek Centralnego Związku Młodzieży Wiejskiej, 1928 inicjator powstania Związku Młodzieży Wiejskiej RP „Wici” i do 1939 członek jego Zarządu Głównego. W czasie spotkania z prezydentem Ignacym Mościckim po strajku chłopskim w 1937 roku zaprotestował przeciw metodom stosowanym przez policję wobec uczestników strajku.
Po wybuchu II wojny światowej, w końcu roku 1939 nawiązał kontakt z Maciejem Ratajem i Marianem Rapackim (prezesem Społem); został nominowany na dyrektora oddziału „Społem” w Rzeszowie. Odrzucił propozycję współpracy z ZWZ. W drugiej połowie lutego 1940 roku, po rewizji na Gackiej Górce, został aresztowany przez gestapo w Jarosławiu. Mogło to mieć związek z dekonspiracją organizacji PLAN (która zamierzała skłonić Solarza do współpracy) albo z wcześniejszym nielegalnym przekroczeniem granicy niemiecko-sowieckiej. Jest prawdopodobne, że został zamordowany przez Niemców w Palmirach, podczas akcji eliminacji polskiej inteligencji (Zbrodni w Palmirach). Jego grób symboliczny znajduje się także na cmentarzu wojskowym na Powązkach w Warszawie (kwatera C31-tuje-3).
Od 1925 był mężem Zofii z Michałowskich, z którą miał troje dzieci: Jadwigę (1925–1931), Andrzeja (ur. 1928) i Wojciecha (ur. 1934).

## Ordery i odznaczenia
- Krzyż Kawalerski Orderu Odrodzenia Polski (10 listopada 1927)[7]

## Upamiętnienie
Szkoła Podstawowa w Gaci nosi imię Ignacego Solarza.
W Smolnicy Dębno istnieje Zespół Szkół im. Ignacego Solarza.
W roku 1986 w Tychach jego imieniem zostało nazwane 13-14 OHP; popiersie patrona wykonał artysta rzeźbiarz Henryk Jan Dominiak).

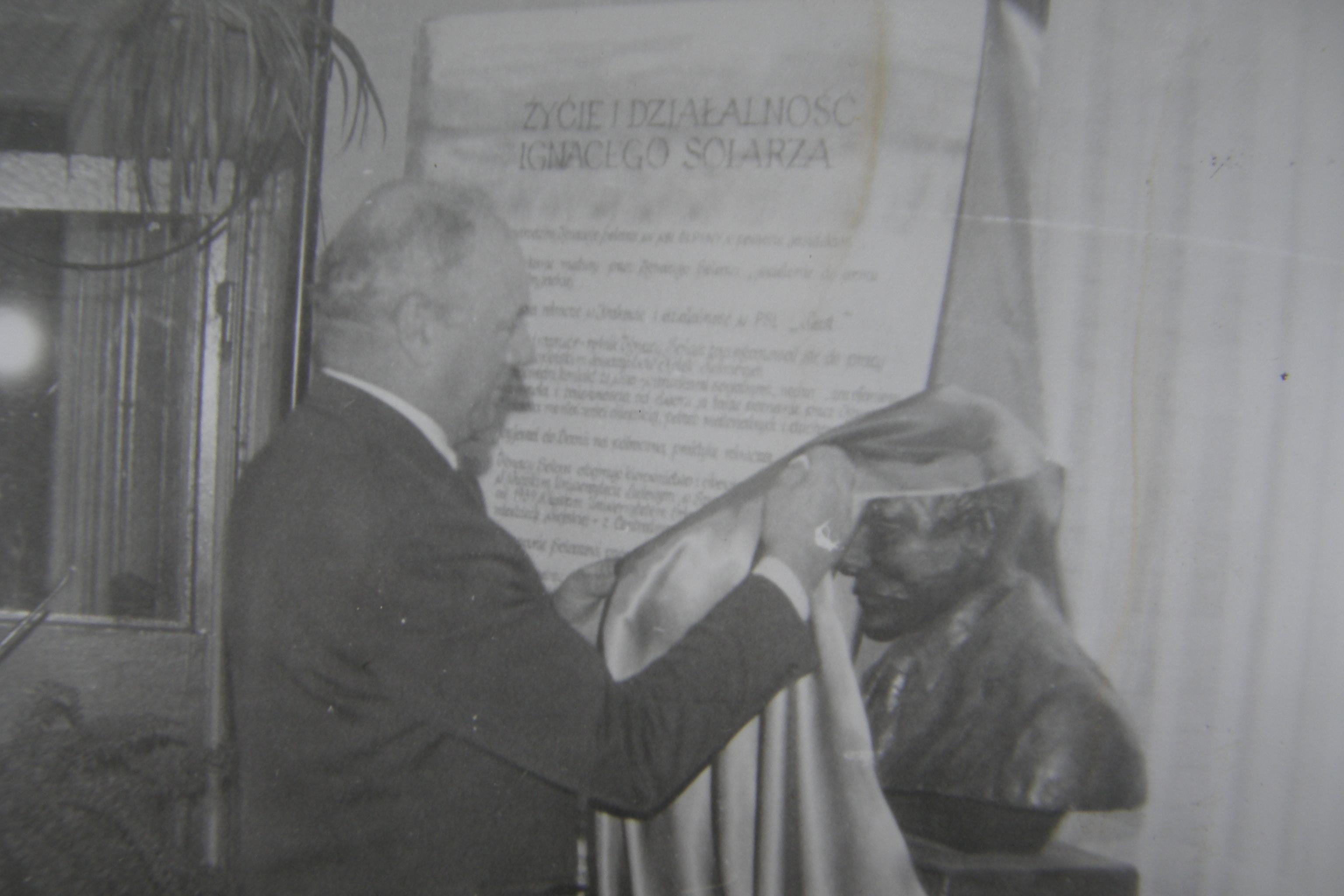
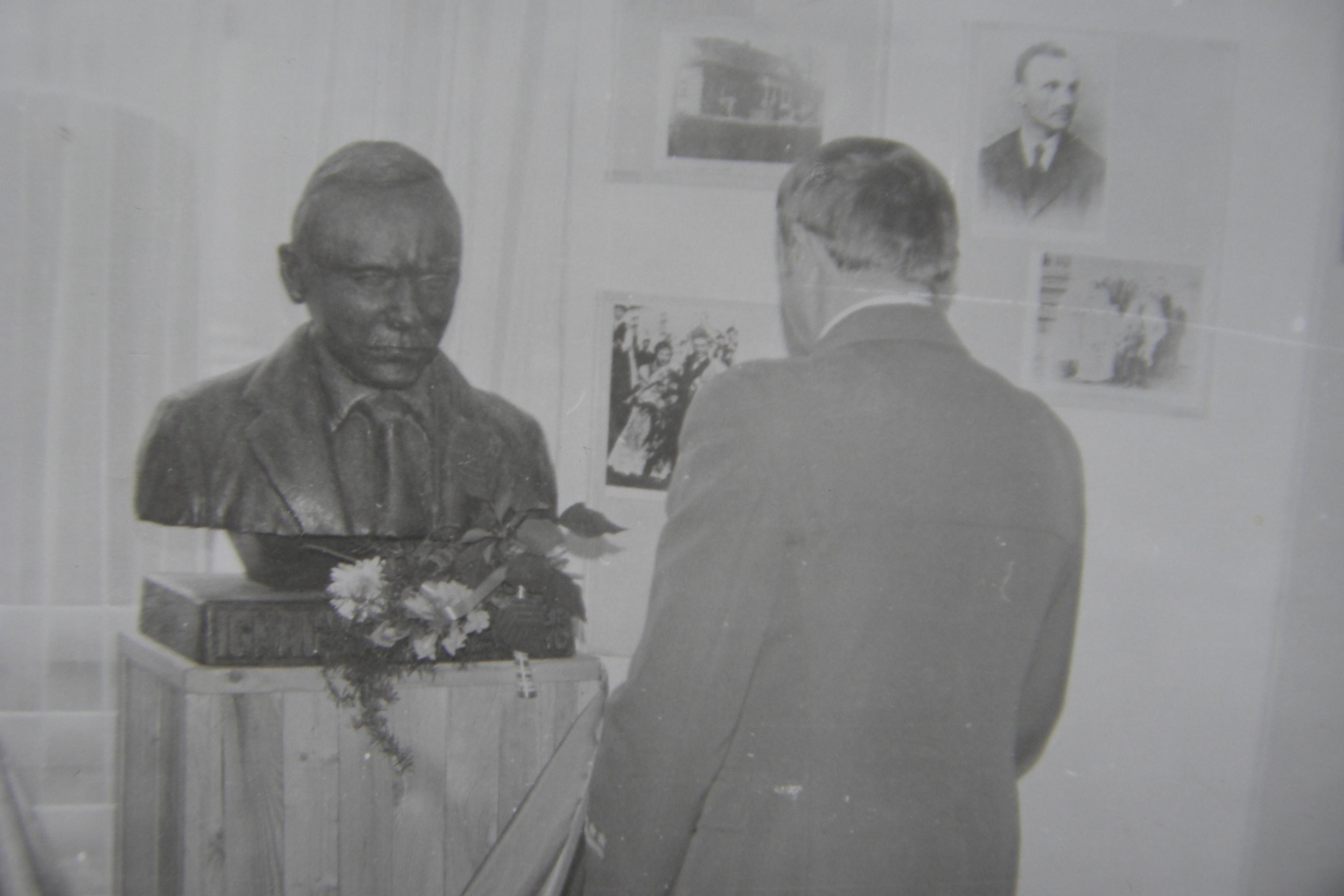